# سادة الصحراء (لعبة فيديو)
سادة الصحراء هي أول لعبة إستراتيجية باللغتين العربية والإنجليزية لأجهزة الكمبيوتر ، ترتبط محتوياتها بعصور التجارة المزدهرة في المنطقة العربية ما بين القرن السابع والسادس عشر ميلادي.
وتمزج «سادة الصحراء» بين لعبة الإستراتيجية ولعبة بناء المدينة، التي تسمح للاعبين من لعب دور تجار مغامرين ينطلقون من قصر واحد في البداية ليتوسعوا وينتشروا حتى يحكموا إمبراطورية قديمة. ويتوجب على اللاعبين بعد كسب السلطة والثروة، الدخول في منافسات قوية والتعامل بذكاء مع الأطراف المنافسة، والمحافظة في الوقت نفسه على رضا العملاء والمواطنين، وازدهار المجتمع.
وتحتوي اللعبة على 11 سيناريو ترافق الفترة الواقعة بين القرن السابع والقرن الثالث عشر. وميزة «ريل تايم أكشن» لبناء وإدارة مدينة شرق أوسطية خاصة باللاعب وتوظيف العمال وبناء وتطوير الأسواق للمحافظة على رضا الزبائن وتوفير الأمن لهم. كما تسمح «سادة الصحراء» لأربعة لاعبين كحد أقصى بالتنافس مع بعضهم البعض.